# Apache Tomcat
Apache Tomcat ist ein Open-Source-Anwendungsserver und Servlet-Container, der die Spezifikation für Jakarta Servlets (früher: Java Servlets) und Jakarta Server Pages (JSP, früher: JavaServer Pages) implementiert und es damit erlaubt, in Java geschriebene Web-Anwendungen auf Servlet- beziehungsweise JSP-Basis auszuführen.

## Aufbau und Funktionsweise
Tomcat besteht aus dem eigentlichen Servlet-Container Catalina, der JSP-Engine Jasper und dem Connector-Framework Coyote. Mittels verschiedener Connectoren unterstützt Tomcat diverse Kommunikationsprotokolle und kann mit dem HTTP-Connector entweder als eigenständiger Webserver betrieben oder mittels des AJP-Connectors in andere Webserver wie Apache Web-Server oder Microsoft IIS integriert werden. Mit der gegenwärtig existierenden AJP-Implementierung (Version 1.3) ist es möglich, den Servlet-Container auf einem gesonderten Host-Rechner zu betreiben, um den Webserver zu entlasten; insbesondere erlaubt es die Lastverteilungsfunktionalität, bei entsprechendem Leistungsbedarf dem Webserver einen Cluster aus mehreren Servlet-Containern zur Seite zu stellen.

## Verzeichnisstruktur
Die Verzeichnishierarchie einer Tomcat 6.x/7.x/8.x/9.x Installation umfasst:
binstartup, shutdown und andere Skripte und ausführbare Dateien
conf(XML-)Konfigurationsdateien
libAllgemeine Bibliotheken, die von Catalina und anderen Webapplikationen benutzt werden können
logsCatalina- und Anwendungslogs
temptemporäre Dateien
webappsVerzeichnis der Webapplikationen
workVerzeichnis zum Aufbewahren kompilierter JSP-/jspx-Dateien, persistierter Sessions etc.

## Geschichte
Die Entwicklung von Tomcat startete ursprünglich als Projekt von James Duncan Davidson bei Sun Microsystems als Referenz-Implementierung für die Java-Servlet- und JavaServer-Pages-Spezifikationen. Sun übertrug 1999 die Codebasis von Tomcat auf die Apache Software Foundation, die das Projekt unter dem Dach ihres Top-Level-Projekts Jakarta als Open-Source-Projekt weiterführte. Im Jahr 2005 wurde Tomcat selbst zu einem eigenen Apache-Top-Level-Projekt und hat seitdem seine eigene Organisations- und Management-Struktur.
Vor Übernahme des Tomcat-Projekts unterhielt die Apache Software Foundation bereits einen Servlet-Container namens JServ. Die Entwicklung von JServ wurde zugunsten von Tomcat im Jahr 2000 eingestellt. Lediglich der Connector, der Tomcat an andere Webserver über das AJP-Protokoll anbinden kann, wurde aus der Codebasis von JServ heraus in Tomcat übernommen. Im Jahr 2001 erfolgte mit der Tomcat-Version 4 ein tiefgreifendes Redesign der Tomcat-Struktur und weite Teile der Codebasis wurden neu erstellt.
Tomcat findet auch in einer Reihe von Jakarta-EE-Anwendungsservern Anwendung, so ist er beispielsweise Bestandteil von Apache Geronimo und Apache TomEE.

### Wichtige Apache-Tomcat-Versionen
| Version                                                                                        | Veröffentlicht am | Unterstützung bis | Letzte Version | Letzte Aktualisierung | Servlet-Version | JSP-Version | Java-Version | Beschreibung / Anmerkung |
| ---------------------------------------------------------------------------------------------- | ----------------- | ----------------- | -------------- | --------------------- | --------------- | ----------- | ------------ | --- |
| 3.x                                                                                            | 1999              | EOL               | 3.3.2          | 9. März 2004          | 2.2             | 1.1         | 1.1          | Initiale Version. Merger des gespendeten Sun-Java-Web-Server-Codes und ASF. Neuladen von Servlets ohne Neustart. Refactoring hin zu mehr Modularität zwecks Performance- und Stabilitätsverbesserungen |
| 4.x                                                                                            | 18. Sep. 2001     | EOL               | 4.1.40         | 25. Juni 2009         | 2.3             | 1.2         | 1.3          | Neuentwicklung des Servlet-Containers ("Catalina"), Neuentwicklung des JSP-Compilers ("Jasper"), Einbau von JMX, JSP- und Struts-basierter Administration                                              |
| 5.0                                                                                            | 9. Okt. 2002      | EOL               | 5.0.30         | 30. Aug. 2004         | 2.4             | 2.0         | 1.4          | bessere Integration in die Plattformen Windows und Unix |
| 5.5                                                                                            | 10. Nov. 2004     | 30. Sep. 2012     | 5.5.36         | 10. Okt. 2012         | 2.4             | 2.0         | 1.4          | Überarbeitung vieler Teile, Erhöhung der Leistung und Stabilität; basiert auf JSE 5.0 (mit zusätzlichen Bibliotheken auch unter JSE 1.4)                                                               |
| 6.0                                                                                            | 28. Feb. 2007     | 31. Dez. 2016     | 6.0.53         | 2. Apr. 2017          | 2.5             | 2.1         | 5            | |
| 7.0                                                                                            | 14. Jan. 2011     | 31. März 2021     | 7.0.109        | 26. Apr. 2021         | 3.0             | 2.2         | 6            | Erhöhung der Leistung und Stabilität, viele Änderungen im Bereich Servlet (Annotationen, asynchrone Bearbeitung von Requests, dynamische Konfiguration), basiert auf JSE 6                             |
| 8.0                                                                                            | 24. Juni 2014     | 30. Juni 2018     | 8.0.53         | 29. Juni 2018         | 3.1             | 2.3         | 7            | |
| 8.5                                                                                            | 24. März 2016     | 31. März 2024     | 8.5.100        | 19. März 2024         | 3.1             | 2.3         | 7            | HTTP/2 mit Unterstützung der Tomcat Native Library; OpenSSL für JSSE; Unterstützung von Server Name Indication                                                                                         |
| 9.0                                                                                            | 30. Sep. 2017     |                   | 9.0.107        | 4. Juli 2025          | 4.0             | 2.3         | 8            | HTTP/2-Unterstützung auch ohne Tomcat Native Library sofern Java 9 eingesetzt wird |
| 10.0                                                                                           | 28. Dez. 2020     | 31. Oktober 2022  | 10.0.27        | 3. Okt. 2022          | 5.0             | 3.0         | 8            | Unterstützung für Jakarta EE 9 |
| 10.1                                                                                           | 26. Sep. 2022     |                   | 10.1.43        | 4. Juli 2025          | 6.0             | 3.1         | 11           | Unterstützung für Jakarta EE 10 |
| 11.0                                                                                           | 9. Okt. 2024      |                   | 11.0.9         | 4. Juli 2025          | 6.1             | 4.0         | 17           | Unterstützung für Jakarta EE 11 |
| Legende:Ältere Version; nicht mehr unterstütztÄltere Version; noch unterstütztAktuelle Version |                   |                   |                |                       |                 |             |              | |